# 沃斯普角
沃斯普角（英語：Wasp Point），是南極洲的海岬，位於南桑威奇群島，處於圖勒島西南岸，在1971年由英國南極名稱諮詢委員會命名，由英國海外領土管轄。